# Grubenhagen
Grubenhagen – zamek zbudowany w XII w., obecnie w ruinie, znajdujący się w pobliżu Einbeck w Niemczech (kraj związkowy Dolna Saksonia, powiat Northeim).

## Historia
Zamek zbudowali w XII w. hrabiowie Dassel. Pierwsza wzmianka w źródłach o zamku pochodzi z roku 1263. W końcu XIII w. znajdował się w rękach książąt z rodu Welfów: w 1288 r. dał nazwę jednej z części księstwa brunszwickiego, której pierwszym władcą został Henryk Dziwak. W 1340 r. zamek został przez Welfów zastawiony, jednak wrócił potem w ich ręce. Ostatni książę na Grubenhagen zmarł w 1596 r. Zamek pozostawał niezamieszkany do początku XIX w. Wówczas zainteresował się nim Adolf Fryderyk, książę Cambridge (późniejszy wicekról Hanoweru) i do pozostałej z dawnych czasów wieży (stołpu) dobudował inne zabudowania, które w następnych latach służyły królom Hanoweru. Po drugiej wojnie światowej ponownie popadł w ruinę. 
Do chwili obecnej zachował się pierwotny stołp, dobudowana do niego w XIX w. stajnia, a także fragmenty murów.